# NHL 21
NHL 21 — компьютерная игра в жанре спортивного симулятора; 30-я игра в серии NHL, разработанная EA Vancouver и выпущенная EA Sports 16 октября 2020 года на PlayStation 4 и Xbox One.

## Релиз
24 августа 2020 года был выпущен трейлер игры и объявлено, что она выйдет 16 октября 2020 года. На обложке игры изображён Александр Овечкин, который ранее также появлялся на обложке NHL 07.
Закрытое бета-тестирование игры началось 31 августа и закончилось 4 сентября 2020 года.

## Отзывы
| Сводный рейтинг    | Сводный рейтинг           |
| Агрегатор          | Оценка                    |
| ------------------ | ------------------------- |
| Metacritic         | 81/100 (XBO) 72/100 (PS4) |
| Иноязычные издания |                           |
| Издание            | Оценка                    |
| Game Informer      | 7,5/10                    |
| GameSpot           | 9/10                      |
| GamesRadar+        | [ 8 ]                     |
| Hardcore Gamer     | 4/5                       |
| IGN                | 6/10                      |
| Push Square        | [ 11 ]                    |
| USgamer            | 2,5/5                     |

NHL 21 получила как положительные, так и смешанные отзывы от критиков. Согласно сайту-агрегатору Metacritic, версия на PlayStation 4 набрала 72 баллов из 100 на основе 32 рецензий, а версия на Xbox One — 81 балл на основе 6 рецензий.